# Hydraena bidefensa
Hydraena bidefensa är en skalbaggsart som beskrevs av Perkins 2007. Hydraena bidefensa ingår i släktet Hydraena och familjen vattenbrynsbaggar. Inga underarter finns listade i Catalogue of Life.